# Aïn Zerga
Aïn Zerga è un comune dell'Algeria, situato nella provincia di Tébessa.